# Gigantodax pennipunctus
Gigantodax pennipunctus är en tvåvingeart som beskrevs av Günther Enderlein 1934. Gigantodax pennipunctus ingår i släktet Gigantodax och familjen knott.
Artens utbredningsområde är Peru. Inga underarter finns listade i Catalogue of Life.